# Юхимівка
Юхимівка — село в Україні, у Мурафській сільській громаді Жмеринського району Вінницької області. Населення становить 1005 осіб.

## Історія
Засновано у 18 столітті графом Іоахимом Потоцьким, отримало назву на його честь Іоахимівка, польською Joachimówka.  Першими жителями села були старообрядці, яких налічувалося 50 родин.
У 1784 році була побудована церква греко-католицького обряду. Священником був о.Грущинський. Також було побудовано каплицю для старообрядців.
Після поділу Польщі у 1795 році російська влада  перевели парафію до православ"я, назву села змінили на російський манер - Єфімовка.
Належала до мурафського ключа Дзелінських,потім перейшла до Zaboklickich, Hulanieсkich, в к.ХІХ ст. налічувала 703 особи, була власністю Кнотта.
У 1865 році було збудовано нову церкву.
У 1870 році в Юхимівці відкрили церковно-парафіяльну школу.
28 серпня 1922 року було організовано трудову сільськогосподарську спілку, потім ТСОЗ "Трактор", яке у роки колективізації перетворили на колгосп.
У 1925 році в селі проживали 1883 людини.
У часи Голодомору загинуло більше сотні сільчан, 177 загинуло в радянсько-німецькій війні.
У 1972 році налічувало 1625 мешканців.
Колгосп ім. Суворова під керівництвом Гарбара В. Т.  вийшов в передові. Були побудовані восьмирічна школа, бібліотека, будинок культури, фельдшерсько-акушерський пункт. Крім корів вирощували овець, стригли вовну, вирощували зернові.

## Наш час
У  2001 році колгосп перетворено на ПП «Юхимівське». 
У 1990 році було зареєстровано римо-католицьку парафію, а 1991 році в Юхимівці розпочали будівництво власного мурованого костелу для громади, яка налічувала більше 300 осіб.

## Цікаві факти
В Юхимівці створював свої полотна відомий художник Мирослав Ягода.
За спогадами єп. Бернацького у селі Юхимівка у 1968 році люди боронили старовинний хрест, який хотіла знести влада.

## Географія
Селом протікає річка Клекотинка, ліва притока Мурафи.